# Abdero
En la mitología griega, Abdero (Ἄβδηρος, Ábderos) era un hijo de Hermes, oriundo de Opunte, en Lócride, y favorito de Heracles. Otros dicen que  Abdero, de corazón de bronce, era hijo de Poseidón y la náyade Tronia. Dice Helánico que Heracles y Abdero fueron, en realidad, amantes. Focio también está de acuerdo, añadiendo que Abdero era hermano de Patroclo.
Abdero murió durante el octavo de los doce trabajos de Heracles, cuyo objetivo era capturar las yeguas de Diomedes, rey de los bístones, en Tracia. Heracles llevó las yeguas hasta el mar, dejándolas custodiadas por Abdero, mientras luchaba con Diomedes y sus súbditos. Abdero murió destrozado al ser arrastrado por las yeguas o devorado por las mismas. Junto a la tumba de Abdero, Heracles fundaría en su honor la ciudad de Abdera.
La más dura prueba para Heracles, añadida a tantas otras, le vino impuesta por Eros, pues ésta le produjo un gran dolor. He aquí a Heracles llevando el cuerpo de Abdero a medio devorar, arrancándolo de las fauces de las yeguas, que hacían un festín con este cuerpo joven y tierno, más que ífito, a juzgar por lo que queda de él: yace ahora, aún hermoso, sobre la piel de león. Heracles vertió lágrimas sobre sus restos y lo abrazó y profirió gemidos, con el rostro grave afligido por el dolor: he aquí un indicio del afecto que sienten algunos amantes; a otro le parecería bien levantar una estela honorífica en bello homenaje. Pues bien, Heracles, a diferencia de la mayoría, levanta una ciudad como homenaje a Abdero, una ciudad que lleva su nombre, e instituirá en ella unos juegos, en donde habrá competiciones de pugilato, pancracio, lucha y todas las demás, excepto carreras de caballos.
Higino dice que Abdero era un servidor de Diomedes y que mató a ambos, y añade que eran caballos, no yeguas, con los nombres de Podargo, Lamponte, Janto y Dino.